# Diga di Okuno
La diga di Okuno (奥野ダム?, Okuno damu) è una diga multifunzione sul fiume Itō-Ōkawa, ubicata a Kamada, Itō, nella prefettura di Shizuoka, Giappone.

## Storia

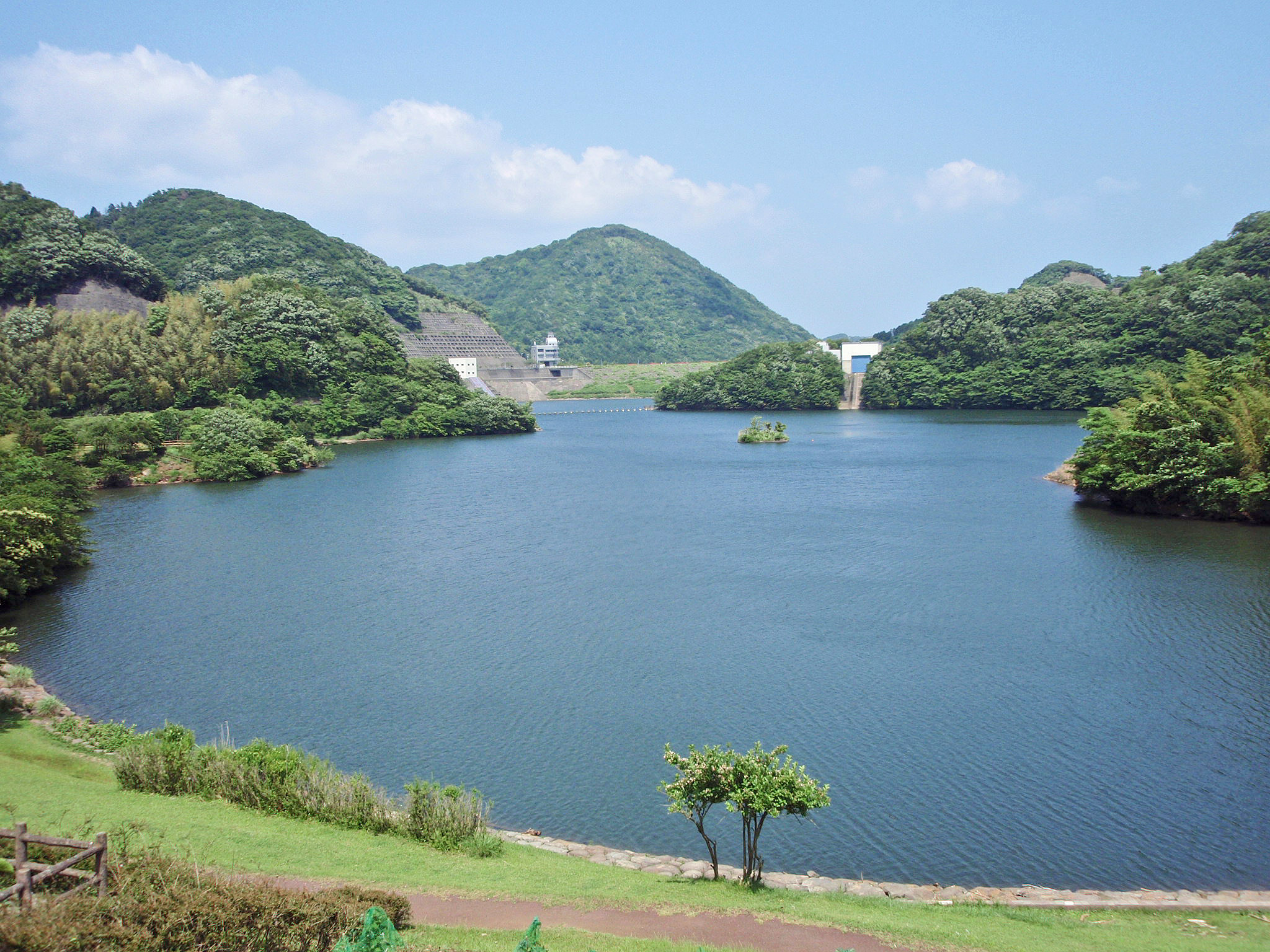
La diga e il lago.

Il fiume Itō-Ōkawa è una fonte primaria di acqua potabile per la città di Itō, sulla costa orientale della penisola di Izu. Tuttavia, l'area è caratterizzata da forti precipitazioni ed è soggetta a tifoni. Il tifone di Kanogawa del 1958 causò diffuse inondazioni e danni alle proprietà dell'area di Itō. Dagli anni sessanta, l'area circostante cominciò a svilupparsi come città dormitorio per Atami, nonché come popolare destinazione di vacanza grazie alle sue spiagge, alle stazioni termali e alla facilità di accesso a Tokyo.
Nel 1972, fu istituito un ufficio di progettazione e iniziata la costruzione da parte di un consorzio composto dalla Kajima Construction e dalla Kumagai Gumi. A causa della geografia del sito, fu selezionato un progetto per una diga a scogliera, con uno sfioratore centrale e un'altezza di 63 metri. La data stimata per il completamento era il 1983. Tuttavia, a causa di difficoltà derivanti dal trasporto delle pietre necessarie da località lontane, l'opera fu ultimata solo nel 1989. Benché qualificata come "diga multifunzionale", non ha impianti associati per la produzione di energia idroelettrica e la sua funzione primaria è il controllo delle piene e l'approvvigionamento di acqua potabile.
Il bacino chiuso fu chiamato lago Matsukawa (松川湖?, Matsukawa-ko) nel 1987, ed è una popolare area ricreativa per la pesca sportiva e l'osservazione degli uccelli.